# Кутен, Мартин
Мартин Кутен (Kuthen ze Šprinsberka; около 1510—1564) — чешский поэт и историк.
Учился в Пражском университете, посетил Италию, Францию, Германию, познакомился там с иностранными языками, литературой и наукой. В 1539 в Праге вышла его «Kronika о zaioћeni а při jiných obyvatelích zeme české etc.», излагающая, не вполне критически, историю чехов с древних времен до 1527. Переводил из латинского и греческого писателей; написал «Ejaculationes aliquot panegyricae ad illustr. principen Maximilianum Boemiae regem» (1551) и «Slavny vzjezd ćisaře Ferdinanda I» (1558).